# Североамериканская ассоциация бойлаверов
«Се́вероамерика́нская ассоциа́ция бойла́веров» (англ. North American Man/Boy Love Association, сокр. NAMBLA) — организация, занимающаяся продвижением педофилии и педерастии в США. Целью организации является отмена возраста сексуального согласия, ограничивающего сексуальные контакты между взрослыми и детьми, и освобождение мужчин, которые были осуждены за сексуальные контакты с детьми, не включавшие применение насилия.
Организация проводит ежегодные собрания в Нью-Йорке, а также ежемесячные встречи в разных штатах США. В начале 80-х в организации NAMBLA состояло более 300 членов, и её поддерживали такие заметные фигуры как Аллен Гинзберг. С тех пор организация не раскрывает данные о количестве своих членов, однако в ходе секретного расследования ФБР в 1995 году было обнаружено, что в списках организации значится 1100 членов. NAMBLA является самой многочисленной по количеству членов организацией среди прочих находящихся под эгидой IPCE, бывшей организации «Всемирного освобождения детей и педофилов» (International Pedophile and Child Emancipation).
С 1995 года критика со стороны общественности и внедрение правоохранительных органов в среду NAMBLA сильно ослабили эту организацию. С тех пор её общенациональная штаб-квартира состоит лишь из одной частной почтовой службы в Сан-Франциско. Ответы на запросы в эту организацию приходят редко. В некоторых отчётах утверждается, что группа больше не проводит ни регулярных общенациональных собраний, ни местных ежемесячных встреч. На сегодняшний день практически все правозащитные группы геев отмежевываются от NAMBLA, выражают несогласие с её целями и препятствуют любому её участию в мероприятиях по защите прав геев и лесбиянок.

## Идеология
NAMBLA позиционирует себя как «группа поддержки отношений между поколениями» и использует девиз «сексуальная свобода для всех». Согласно веб-сайту группы, её цель состоит в «поддержке прав детей и взрослых выбирать себе партнёров, с которыми они хотели бы совместно наслаждаться телами друг друга».
Одним из тезисов группы является утверждение, что законы о совершеннолетии несправедливо криминализируют сексуальные отношения между взрослыми и детьми (в особенности мальчиками). В 1980 году общее собрание членов NAMBLA постановило:
«1. Североамериканская ассоциация бойлаверов призывает к отмене законов о совершеннолетии, а также любых других законов, препятствующих мужчинам и мальчикам свободно наслаждаться своими телами;

2. Мы призываем освободить из заключения всех мужчин и мальчиков, осуждённых по этим законам».
Подобная политика присутствовала в «официальных заявлениях» NAMBLA в 1996 году.
По словам Роя Радоу (англ. Roy Radow), директора NAMBLA и одного из многочисленных её членов, на которых семья Кёрли (англ. Curley) подала обвинительный судебный иск по поводу, как она утверждает, подстрекательств к изнасилованию и убийству их сына, NAMBLA выражала протест против телесных наказаний, изнасилований и похищений людей, а также заявляла, что в случае сексуальной эксплуатации людей членами группы последние подлежат исключению из рядов этой организации.
Хотя некоторые источники утверждают, что NAMBLA в прошлом использовала девизы «секс до восьми — иначе потом поздно» (англ. sex by eight or it’s too late), на самом деле подобные слоганы относятся к другой организации педофилов, «Общество Рене Гийона».

## История
Организация NAMBLA родилась в условиях бурной политической атмосферы 1970-х годов, а точнее из движения за освобождение геев, которое развилось после Стоунволлских бунтов 1969 года в Нью-Йорке. Хотя в то время обсуждения о сексе взрослых с малолетними происходили, тем не менее, правозащитные группы геев сразу после Стоунволла были больше озабочены вопросами защиты от нападок со стороны полиции, прекращения дискриминации на рабочих местах, проблем в области здравоохранения и прочим.
Тема секса с малолетними не привлекала достаточного для формирования такой группы как NAMBLA внимания общественности до тех пор, пока в конце 1977 года в поле зрения СМИ не попала так называемая «секс-банда», состоявшая из несовершеннолетних мальчиков, а полиция после публикации статьи «Мужчины, любящие мальчиков, любящих мужчин» не провела в Торонто (Канада) облаву на гей-газету под названием «The Body Politic»  .

### Основание NAMBLA (1977—1978)
В декабре 1977 года полиция провела рейд в доме на окраине Бостона в районе Ревейр. Было арестовано 24 мужчины, которым предъявили уголовное обвинение по более чем 100 случаев половой связи с несовершеннолетними мальчиками в возрасте 8—15 лет. Прокурор округа Саффолк Гаррет Бирн (Garrett Byrne) утверждал, что преступники использовали наркотические вещества и видеоигры, чтобы заманить детей в дом, где их фотографировали во время сексуальных действий. Бирн обвинил подсудимых в участии в «секс-банде» и утверждал, что этот арест был лишь «верхушкой айсберга». Эти аресты широко и подробно освещались в СМИ, а местные газеты опубликовали фотографии и личную информацию об обвиняемых.
Члены редакции газеты для геев «Fag Rag» заявили, что полицейский рейд был проведён в политических целях. Они вместе с другими членами гей-сообщества Бостона расценили действия Вирна как антигомосексуальную «охоту на ведьм». 9 декабря ими был организован комитет под названием «Бостон-Бойсе», которое подразумевало аналогичную ситуацию, произошедшую в г. Бойсе, штат Айдахо, США в 1950-х годах. Группа спонсировала авторалли, оплачивала услуги адвокатов и пыталась влиять на общественное мнение путём раздачи информационных флаеров. Всё это позднее также привело к созданию NAMBLA.
Окружной прокурор Гаррет Бирн потерпел поражение на перевыборах. Его преемник сделал заявление, что ни один мужчина не должен бояться быть арестованным за секс с подростком, если не было принуждения и насилия. Все обвинения были отозваны. Обвинённые и осуждённые к этому моменту получили условные сроки.
2 декабря 1978 года Том Ривз (Tom Reeves) из комитета «Бостон-Бойсе» провёл собрание под названием «Любовь мужчин к мальчикам и возраст согласия». Присутствовало около 150 человек. Около тридцати участников собрания, мужчин и юношей, приняли решение сформировать организацию под названием «Североамериканская ассоциация бойлаверов» (англ. North American Man/Boy Love Association, сокр. NAMBLA).

### Изгнание
Сразу после Стоунволлских бунтов некоторые правозащитные организации геев продвигали предложение об отмене законов о совершеннолетии, уверенные в том, что освобождение геев-подростков подразумевает под собой разрешение вступать им в сексуальные контакты. Группа под названием «Союз гей-активистов» (The Gay Activists Alliance, GAA), отколовшаяся от «Фронта освобождения геев» в декабре 1969 года, протестовала против законов о совершеннолетии и провела форум на эту тему в 1976 году. В 1972 году подразделения этой организации в Нью-Йорке и Чикаго совместно проспонсировали конференцию, собравшую гей-активистов из 85 различных правозащитных организаций геев и 18 штатов. Во время конференции около 200 активистов совместно сформировали «Национальную коалицию гей-организаций» (англ. National Coalition of Gay Organizations), а затем написали и приняли так называемую «Платформу прав геев», которая призывала «аннулировать все законы о совершеннолетии». Канадская коалиция прав геев и лесбиянок, известная как «Национальная коалиция прав геев» (англ. National Gay Rights Coalition, NGRC) поддержала отмену законов о совершеннолетии, так же, как и организация под названием «Союз геев за равенство» (англ. Gay Alliance Toward Equality, GATE).
Относительное принятие или безразличие к протестам о совершеннолетии стало меняться, когда на геев со всех сторон посыпались обвинения в развращении малолетних и распространении детской порнографии. Лишь несколько недель в 1977 году разделяли по времени начало двух разных кампаний, нацеленных против геев, первой из которых была кампания Джудэйн Денсен-Гербер (англ. Judianne Densen-Gerber), основателя центра реабилитации наркоманов под названием «Одиссей Хаус», а второй — кампания бывшей королевы красоты по имени Анита Брайант. Денсен-Гербер утверждала, что геи производят и распространяют детскую порнографию в промышленных масштабах, а кампания Аниты Брайант под названием «Спасите наших детей» имела целью показать, что все геи являются растлителями малолетних. Брайант заявляла, что «вербовка наших детей совершенно необходима для выживания и роста гомосексуализма». Кампания Брайант концентрировалась на её убеждении, что геям удаётся осуществлять «вербовку» новых мальчиков за счёт превратного применения закона, защищавшего гражданские права геев в г. Дэйд, штат Флорида, США. В результате всех этих кампаний вопрос о совершеннолетии стал горячо обсуждаться внутри гей-сообщества, а диспуты между различными правозащитными группами геев, многие из которых имели прямое или косвенное отношение к NAMBLA, стали возникать всё чаще.
Разногласия стали явными после конференции, организовавшей первый марш геев 1979 года в Вашингтоне. Вместе с формированием нескольких рабочих комитетов в рамках конференции были намечены основные организационные принципы марша (так называемые «пять требований»). Первоначально закрытое собрание общества «Гей-молодежь» смогло получить разрешение на внесение своего предложения, требовавшего «полноту всех прав для гей-молодежи, включая пересмотр законов о совершеннолетии». Однако на первом же собрании «Национального координационного совета» группа лесбиянок пригрозила отказом от участия в марше, если вместо принятого предложения не будет одобрено другое. Новое предложение под авторством совершеннолетней лесбиянки, одобренное большинством делегатов по результатам опроса путём почтовой рассылки, гласило: «Защищать представителей молодежи, геев и лесбиянок, от любых законов, используемых в целях их дискриминации, притеснения и/или преследования их дома, в школе, на работе и в социуме».
В 1980 году закрытая лесбийская группа под названием «Комитет марша-прайда лесбиянок и геев» распространила листовку с призывом к женщинам бойкотировать ежегодный гей-прайд в Нью-Йорке по причине того, что его организационный комитет предположительно попал под полное влияние NAMBLA и её сторонников. В следующем году после того, как некоторые лесбиянки стали угрожать проведением пикета, гей-группа из университета Корнелл под названием «Gay PAC» (англ. Gay People at Cornell) аннулировала своё приглашение, выданное основателю NAMBLA Дэвиду Торстаду (David Thorstad) стать главным спикером на ежегодном майском фестивале геев. В течение следующих лет правозащитные группы геев пытались блокировать участие NAMBLA в гей-прайд парадах, подсказав однажды лидеру борьбы за права геев Гэрри Хэю (англ. Harry Hay) пронести с собой транспарант на гей-прайд марше 1986 года в Лос-Анджелесе с надписью «NAMBLA идет со мной».
Таким образом, к середине 1980-х годов NAMBLA оказалась по своим позициям практически в одиночестве, в полной политической изоляции. Правозащитные организации геев под тяжестью обвинений в вербовке детей и растлении малолетних отказались от радикализма, свойственного им в начале деятельности, и «отвергли идею более зазывающей политики», предпочитая вместо этого больше апеллировать к общепринятым взглядам. В процессе этих событий поддержка «маргинальных групп гей-сообщества», таких как NAMBLA, со стороны гей-организаций сошла на нет. На сегодняшний день практически все правозащитные группы геев отмежевываются от NAMBLA, выражают несогласие с её целями и препятствуют любому участию этой организации в мероприятиях по защите прав геев и лесбиянок.

### Разногласия с ILGA
Случай с Международной ассоциацией лесбиянок и геев (ILGA) наглядно демонстрирует оппозицию гей-организаций к NAMBLA. В 1993 году ILGA получила консультативный статус при ООН, а NAMBLA к этому времени являлась членом ILGA в течение 10 лет. Этот факт вызвал много критики в адрес ILGA, и многие гей-организации призвали её разорвать все связи с NAMBLA. Сенатор-республиканец Джесси Хелмс (Jesse Helms) предложил принять билль, призывающий не выплачивать ООН дотации в размере 119 млн долл. до тех пор, пока президент США Билл Клинтон не сможет гарантировать, что «никакое агентство ООН не даст официального статуса, аккредитацию или признание любой организации, которая пропагандирует, способствует или требует легализации педофилии, то есть сексуального насилия над детьми». Билль был единогласно одобрен Конгрессом США и подписан Клинтоном в апреле 1994 года.
В 1990 году на своей всемирной конференции в Стокгольме ILGA приняла постановление, гласящее, что «каждый ребёнок имеет право на защиту от сексуальной эксплуатации и жестокого обращения, включая проституцию и вовлечение в производство порнографии». Несмотря на видимую схожесть с позицией NAMBLA по вопросу совершеннолетия, присутствовавшую девять лет назад, ILGA 214 голосами «за» при тридцати — «против» исключила NAMBLA, а также две другие группы под названием MARTIJN и «Project Truth» из своих членов в начале 1994 года, так как они были признаны «группами, чьей основной целью была поддержка или пропаганда педофилии». Тем не менее, и по сегодняшний день на своём сайте ILGA ведёт мониторинг мировых законов о совершеннолетии. Согласно рейтингу ILGA , законы страны признаются дискриминирующими, если положения, устанавливающие ответственность за однополые сексуальные отношения с подростками, отличаются по возрастной планке от аналогичных положений для разнополых отношений.
Несмотря на то, что ILGA исключила NAMBLA и ряд других подобных организаций из числа своих членов за несовместимость с целями ILGA, а также заявляла, что данные организации вошли в состав ILGA на раннем этапе формирования этого объединения, когда ещё не существовало формальных процедур проверки их политики и уставов, ООН аннулировала своё решение предоставить ILGA особый консультативный статус. Повторные попытки ILGA снова получить особый статус при ООН вплоть до 2006 года не увенчались успехом, несмотря на то, что в 1996 году ILGA значительно ужесточила приём членов с помощью новой 6-ступенчатой процедуры. Тем не менее, эта организация имеет консультативный статус при Европейской комиссии.
Грегори Кинг (англ. Gregory King) из «Кампании за права человека» позже заявил, что «NAMBLA не является организацией геев… Они не являются частью нашего сообщества, и мы полностью отвергаем их попытки внушить людям, что педофилия относится к гражданским правам геев и лесбиянок». На это NAMBLA ответила, что «любовь между мужчиной и мальчиком по определению является гомосексуальной», что «мужчины и их мальчики-любовники являются частью гей-движения и центральным явлением в истории гомосексуалов и их культуре», а также что "гомосексуалы, отрицающие, что влечение к несовершеннолетним мальчикам является «гейским», так же смехотворны, как и гетеросексуалы, отрицающие, что влечение к несовершеннолетним девочкам является «натуральским».

### 1990-е годы
В 1994 году американская организация под названием GLAAD приняла «официальное заявление о NAMBLA», гласящее, что GLAAD «выражает сожаление по поводу целей NAMBLA, включающих в себя защиту секса между взрослыми мужчинами и мальчиками, а также отмену законодательных мер по защите детей. Преследование подобных целей несовместимо с деятельностью GLAAD и ведёт к жестокому обращению с детьми». Также в 1994 году совет директоров NGLTF («Общенационального спецкомитета геев и лесбиянок») выпустил резолюцию по NAMBLA, гласящую, что «NGLTF осуждает любое допускаемое взрослыми жестокое обращение с малолетними сексуального или иного характера. Таким образом, NGLTF осуждает цели организации NAMBLA и ей подобных».
В 1996 году один из основателей NAMBLA Дэвид Торстед посетовал, что «информационный бюллетень превращается в полупорнографический журнал для мастурбирующих педофилов». Другие члены группы настаивали, что в её составе лишь малая часть людей являлась педофилами, тогда как большинство являлось педерастами.
В документах по судебному делу «Кёрли против NAMBLA и других» содержится дополнительная информация о структуре NAMBLA и её мероприятиях. В марте 2003 года судья Джордж О’Тул (George O’Toole) государственного суда штата Массачусетс обнародовал факты, говорящие о том, что в 1990-х годах (в период, рассмотренный судом) NAMBLA контролировалась общенациональным руководящим комитетом, «группой, которая целенаправленно управляла всеми социально-ориентированными мероприятиями NAMBLA в целом».
Документы судебного дела также проливали свет на некоторые конкретные мероприятия NAMBLA, включая следующее:

«NAMBLA была основана как некорпоративная ассоциация в 1978 году для содействия общественному признанию взаимных сексуальных отношений между мужчинами и мальчиками. Организация действует преимущественно на территории Нью-Йорка, а её основной аппарат осуществления социально-ориентированных мероприятий включает в себя так называемый „Информационный бюллетень“ — ежеквартальное издание, распространяемое среди платных членов организации… журнал под названием „Gayme“ — периодическое издание NAMBLA, рассылаемое по почте платным членам, а также распространяемое через некоторые книжные магазины; веб-сайт NAMBLA… серию буклетов под названием „TOPICS“, подробно рассматривающих вопросы, относящиеся к „любви мужчин к мальчикам“; рассылку для распространения в тюрьмах; проект „Страницы Ариэля“, через который продавалась литература, касающаяся „любви мужчин к мальчикам“, а также конференции для членов организации».
«Руководящий комитет посредством некоторых своих членов также основал корпорацию в Делавэре под названием „Zymurgy, Inc“, которая управлялась как коммерческое подразделение NAMBLA. Хотя обвиняемые отрицали, что „Бюллетень“, журнал „Gayme“, проект „Страницы Ариэля“ и „Zymurgy, Inc“ являются одним целым и состоят в NAMBLA, из собранных материалов, куда входят протоколы собраний руководящего комитета, следует, что последний контролировал всё вышеперечисленное, финансируя создание и поддержку различных проектов, а также свободно распределяя между ними денежные средства».
«Дополнительно к управлению финансовыми делами NAMBLA руководящий комитет также осуществлял управление внутренней и внешней политикой ассоциации, а также занимался связями с общественностью и юридическими вопросами. Члены руководящего комитета часто проводили общие и частные собрания, на которых обсуждали публичный имидж NAMBLA, формулировали социально-ориентированные задачи ассоциации, а также выбирали спикеров. Члены руководящего комитета в тесном сотрудничестве друг с другом создали и поддерживали веб-сайт NAMBLA, писали, продвигали, продавали и другими способами распространяли различные публикации. Уильям Андриетт (William Andriette) из Массачусетса работал в качестве редактора „Бюллетеня“ и журнала „Gayme“. Работа по написанию публикаций и представительству NAMBLA в качестве спикера осуществлялась им не в одиночку, а под надзором руководящего комитета».
«Вместе с финансовой поддержкой и надзором, осуществляемых всем руководящим комитетом, содержание „Бюллетеня“ формировалось так называемым „коллективом бюллетеня“, дополнительным редакционным советом, состоящим из членов NAMBLA со всей страны, вносивших свой вклад в работу и редактировавших статьи, просматривавших фотографии и рисунки, а также участвовавших в координации производства и распространения издания».

Судья О’Тул обнаружил, что Дэвид Торстад, Денис Беджин, Дэвид Миллер (известный как Дэвид Менаско), Питер Мельцер (известный как Питер Герман), Арнольд Шоен (известный как Флойд Конауэй), Денис Минтан, Крис Фаррелл, Тим Блумквист, Текумсе Браун, Гэрри Ханн, Питер Рид, Роберт Шварц, Уолтер Бидер и Лейланд Стивенсон были или в разное время являлись членами руководящего совета NAMBLA, а также занимали другие руководящие посты в организации.

### Настоящее время
В данный момент по свидетельствам СМИ группа предположительно больше не существует для преследования каких-либо реальных целей и состоит только из веб-сайта, поддерживаемого лишь несколькими энтузиастами. На сайте NAMBLA указаны адреса в Нью-Йорке и Сан-Франциско, а также телефон в Нью-Йорке. Сайт предлагает на продажу несколько изданий, включая бюллетень NAMBLA.

## Критика
Некоторые гей-группы, христианские организации, организации, выступающие против сексуального насилия, правоохранительные органы и другие критики расценивают существование NAMBLA как прикрытие преступной сексуальной эксплуатации детей. Они утверждают, что NAMBLA функционирует как место встречи для мужчин-бойлаверов и гомосексуалов, а также сочувствующих им. Оппоненты также говорят, что дети, не достигшие половой зрелости, не в состоянии принять разумное решение об участии в сексуальных действиях, a также что дисбаланс сил между взрослыми и детьми делает любые сексуальные отношения эксплуатирующими. Некоторым членам NAMBLA, подозреваемым в преступлениях, были предъявлены обвинения в совершении сексуального насилия над детьми и назначены уголовные наказания.
В феврале 2005 года корреспондент газеты «Сан-Диего Юнион Трибьюн» Онелл Сото писал: «Представители правоохранительных органов и профессиональные психиатры утверждают, что хотя общее число членов NAMBLA мало, однако эта группа пагубно влияет на людей через Интернет, санкционируя поведение тех, кто может причинить вред детям».
Подозрительные действия группы заставили провести со стороны Сената США и почтовой службы расследование её деятельности, в результате которого не было обнаружено нарушений закона.
На упрёки в том, что организация является лишь «прикрытием сексуальной эксплуатации детей» и что она пропагандирует секс между мужчинами и мальчиками, NAMBLA недвусмысленно отвечает, что она «не участвует ни в каких противоправных действиях и не пропагандирует, что кто-либо должен поступать подобным образом». Так как секс между взрослыми и детьми нелегален, подразумевается, что он исключён из действий, к которым призывает NAMBLA.
NAMBLA отвергает общепринятое мнение, что секс между взрослыми и детьми всегда наносит вред, утверждая, что «результаты личного опыта между взрослыми и малолетними в первую очередь зависят от взаимности подобных отношений». В поддержку этой позиции NAMBLA цитирует такое исследование как «Мета-аналитическое изучение возможных последствий сексуального насилия над детьми с использованием данных из колледжей» (Rind и др., 1998), опубликованное в журнале «Psychological Bulletin» в 1998 году. NAMBLA посвятила отдельную веб-страницу краткому обзору этой работы под заголовком «Хорошие новости о любви мужчин к мальчикам», заявив, что результаты работы показывают: «около 70 % исследованных мужчин сообщили, что их сексуальный опыт в детстве с участием взрослых был позитивным или нейтральным». Некоторые исследователи подвергли сомнению результаты, полученные в этой работе.
Правозащитные группы геев, вступившие в оппозицию к NAMBLA, утверждают, что причина их отмежевания от этой организации всегда лежала в их разделении общественного негативного отношения к педофилии и сексуальному насилию над детьми (как это говорится в их официальных заявлениях). Эти группы отвергают утверждения NAMBLA о существовании аналогии между кампанией за равенство геев и лесбиянок и отменой законов о совершеннолетии, а также расценивают рассуждения NAMBLA о «сексуальных правах молодежи» как прикрытие «реальной программы» её членов.
Такие радикалы как Пэт Калифиа (Pat Califia), говорят, что политика сыграла важную роль в изгнании NAMBLA из гей-сообщества. Калифиа утверждает, что хотя основное течение борьбы за права геев никогда не разделяло идеологию NAMBLA, однако в то же время оно и не высказывало никакого неодобрения NAMBLA до тех пор, пока оппоненты течения не связали права геев с насилием над детьми и «вербовкой». В доказательство этого приверженцы данной точки зрения указывают на заявления, сделанные лоббистом гей-прав Стивом Эндином (англ. Steve Endean), который будучи в оппозиции к NAMBLA, сказал: «То, что делает NAMBLA, разрывает наше движение на части. Если вы свяжете [вопрос о любви мужчин к мальчкам] с вопросом о правах геев, то последних вам не видать никогда». Гей-автор и активист Эдмунд Уайт сделал аналогичное заявление в своей книге «Состояния желания» (англ. «States of Desire»): «Это политика потакания. Наше движение не может выжить, защищая вопрос о любви мужчин к мальчикам. Это не вопрос того, кто прав, а кто нет. Это вопрос политической наивности».

## Судебные разбирательства

### Уголовные преступления
Хотя деятельность самой организации NAMBLA не была признана преступной, существует несколько уголовных дел в отношении членов NAMBLA за преступления на сексуальной почве против детей или подростков.
- Последние дела были возбуждены против группы мужчин, арестованных ФБР в Лос-Анджелесе и Сан-Диего в феврале 2005 года. По утверждениям ФБР, семерым мужчинам было предъявлено обвинение в планировании поездки в Мехико за сексом с мальчиками. Восьмой член группы был обвинён в распространении детской порнографии[3]. Согласно данным в СМИ[3], ФБР убеждено, что по крайней мере один из арестованных мужчин является одним из национальных лидеров NAMBLA, второй организовывал общенациональную конвенцию группы в 2004 году, а третий утверждал, что был членом NAMBLA начиная с 1980-х годов.
- Рой Радоу (англ. Roy Radow), открытый педофил и член руководящего комитета NAMBLA, которого иногда называют его председателем или спикером, был арестован в 1996 году за акт мастурбации перед 12-летним мальчиком. Судебный процесс закончился судом присяжных, не выработавшим единого решения[32].
- Джон Дэвид Смит (англ. John David Smith), житель Сан-Франциско, нечаянно признался в своих преступлениях секретному агенту, внедренному в среду NAMBLA. После получения ордера на обыск агент также обнаружил в квартире Смита детскую порнографию. Смита арестовали в 1996 году и осудили за сексуальное нападение на 11-летнего мальчика, за которым он присматривал в качестве бебиситтера. Членство Смита в NAMBLA было использовано в качестве доказательства его развратных намерений[33][34][34].
- Пол Шанли (англ. Paul Shanley), католический священник, в 2004 году был обвинён в жестоком обращении с детьми в возрасте от 6 и старше в течение тридцати лет. Согласно показаниям очевидцев, собранным «Boston Globe», он участвовал в семинарах NAMBLA и прочих пропагандистских мероприятиях[35][36].
- Джонатан Тампико (англ. Johnathan Tampico) обвинён в растлении малолетнего в 1989 году и отпущен на поруки в 1992 году при условии, что не будет владеть детской порнографией. После смены места жительства без уведомления властей о новом адресе он был обнаружен благодаря передаче «Внимание, розыск». Его арестовали и обвинили по поводу детской порнографии. В судебном приговоре значилось, что Тампико являлся членом NAMBLA и с другими мужчинами ездил в Таиланд с целью лёгкого доступа к мальчикам. В качестве доказательства суд обнародовал номера полароидных снимков, переданных суду таиландскими властями, запечатлевших на коленях Тампико тайских мальчиков[37][38].
- Джеймс Паркер (англ. James C. Parker), житель Нью-Йорка, который согласно материалам судебного разбирательства, заявил полиции, что он является членом NAMBLA, был арестован в 2000 году и обвинён в 2001 году в совершении акта содомии над мальчиком[39].

### Дело «Кёрли против NAMBLA»
В 2000 году супружеская чета из Бостона Роберт и Барбара Кёрли (англ. Robert & Barbara Curley) подала судебный иск против NAMBLA. Согласно иску Кёрли, Чарльз Джейнс (англ. Charles Jaynes) и Сальваторе Сикари (англ. Salvatore Sicari), которых признали виновными в убийстве их сына Джеффри Кёрли, «напали на него… и избили до смерти, а затем изуродовали [его] тело 1 октября или около того в 1997 году. По имеющейся информации, непосредственно перед перечисленными действиями Чарльз Джейнс посещал веб-сайт NABMLA в Бостонской публичной библиотеке». Согласно заявлениям полиции, у Джейнса дома при аресте обнаружили восемь выпусков издания NAMBLA. В дальнейшем в иске утверждается, что «NAMBLA служит в качестве информационного канала подпольной сети педофилов в США, использующих свою ассоциацию NAMBLA и контакты в ней, а также www в качестве источника детской порнографии и пропаганды педофилии».
Цитируя судебные разбирательства, в которых членам NAMBLA были предъявлены обвинения и приговоры за сексуальные преступления против детей, прокурор Ларри Фрисоли (Larry Frisoli), представлявший интересы семьи Кёрли, утверждал, что NAMBLA является «тренировочной площадкой» для взрослых, которые хотели бы соблазнить детей, и что на этой «площадке» мужчины обмениваются различными стратегиями о том, как находить и заманивать детей-партнеров для секса. Он также утверждал, что на своём сайте NAMBLA за деньги распространяла так называемое «Руководство по изнасилованию и бегству», которое включало в себя подробное описание, как не быть пойманным и избежать судебного преследования.
«Союз гражданских свобод Америки» (англ. «American Civil Liberties Union», сокр. ACLU) встал на защиту NAMBLA и уповал на законную реализацию её права на свободу слова, что позволило ему выиграть дело, основываясь на том факте, что NAMBLA организована в форме некорпоративной ассоциации, а не корпорации. Джон Рейнштейн (John Reinstein), директор подразделения ACLU в штате Массачусетс, заявил, что хотя NAMBLA «может превозносить нелегальное на данный момент поведение», на её сайте не было ничего, что «пропагандировало бы или подстрекало к совершению любых нелегальных действий, включая убийство или насилие». Семья Кёрли продолжила свой иск с формулировкой «смерть в результате противоправных действий» против отдельных членов NAMBLA, которые являлись активными лидерами группы.
Иски с формулировкой «смерть в результате противоправных действий» были поданы против Роя Радоу, Джо Пауэра, Давида Миллера, Питера Хермана, Макса Хантера, Арнольда Шоэна и Дэвида Торстэда, одного из основателей NAMBLA и известного писателя. Семья Кёрли утверждала, что Чарльз Джейнс и Сальваторе Сикари, обвинённые в изнасиловании и убийстве их 10-летнего сына Джеффри, являлись членами NAMBLA.
На момент апреля 2005 года эти судебные иски всё ещё рассматривались Массачусетским федеральным судом, при этом ACLU помогало обвиняемым доказать, что иски нарушают их права согласно первой поправке конституции США на свободу слова. При всём при этом ACLU недвусмысленно заявляет, что не одобряет целей NAMBLA. Адвокат подразделения ACLU в Массачусетсе Джон Рейнштейн в 1997 году заявил, что «мы никогда не занимали позицию, что законы о совершеннолетии находятся вне сферы ведения власти штата… Мне никогда не удавалось понять их позицию» («Boston Globe», October 9, 1997).